# ザンスカール戦争
ザンスカール戦争（ザンスカールせんそう）は、TVアニメ『機動戦士Vガンダム』等の作品に登場する架空の戦争。スペースコロニー一国家のザンスカール帝国とレジスタンス運動組織リガ・ミリティア、地球連邦軍との間で行われた紛争である。

## 概要
コスモ・バビロニア建国戦争から30年、宇宙では各コロニー自治政府間で散発的な軍事衝突が頻発し、さながら群雄割拠の戦国乱世のような不安定な状況に陥っていた。そのような情勢の中で宇宙世紀0149年にサイド2のコロニー国家「ザンスカール帝国」が建国。これに対して地球連邦政府及び地球連邦軍は敢えて干渉する事はなかった。
ザンスカール帝国は宇宙戦国時代と連邦の無関心を利用してその影響力を強め、各コロニーを平定、あるいは制圧していった。そして、超常的な力を発揮するマリア・ピァ・アーモニアとそれを支持する人々の団体の力をバックに、元々木星公社の重役であったフォンセ・カガチはギロチンを使った徹底的な恐怖政治を行使し、着実に力を増していった。これに危機感を抱いた民間人有志が宇宙世紀0148年にレジスタンス組織「リガ・ミリティア」を結成し、翌年モビルスーツ開発計画「V（ヴィクトリー）計画」を発動させる。
宇宙世紀0152年10月、ザンスカール帝国は地球のヨーロッパ地区を侵攻して国際空港ラゲーンを自軍の基地として接収し、地球侵攻作戦を進めた。
宇宙世紀0153年、ヨーロッパ北部を中心にゲリラ的抵抗を続けたリガ・ミリティアは、V計画で開発したモビルスーツを武器に組織的抵抗を行う。その一方で一部の地球連邦軍部隊とも協力関係を結び、衛星基地カイラスギリーによる侵攻作戦を阻止。またザンスカール本国へ二度にわたる攻撃や、モトラッド艦隊による「地球浄化作戦（地球クリーン作戦）」にも徹底した抵抗を行う。
最終的には、ムバラク・スターン率いる当時の地球連邦軍の中では最強とされた一艦隊「ジャンヌ・ダルク艦隊」との共闘を取り付けたリガ・ミリティアが、ザンスカール帝国が発動させた最終作戦「エンジェル・ハイロゥ作戦」を阻止することで戦争は終結するが、ザンスカール帝国のみならずリガ・ミリティアやムバラク艦隊も壊滅的な打撃を受け、双方は自然消滅している。

## 宇宙戦国時代
宇宙世紀0140年代、サイド内ではいくつかのコロニー政庁がまとまり、国家のような自治組織を打ち出した。更にコロニー政庁同士による戦闘が行われ、これが宇宙戦国時代といった状況であった。
宇宙戦国時代という言葉がアニメ『機動戦士Vガンダム』本編において初めて語られたのは17話「帝国の女王」において、ザンスカール帝国女王マリア・ピァ・アーモニアによれば「それぞれのスペースコロニーが自分達の独立を望んで勝手に戦争を始め、宇宙戦国時代になってしまった」という。そしてこの混乱をまとめ、収めたいとマリアは語っている。23話「ザンスカール潜入」では、ザンスカール帝国のパトロール隊隊長ノマイズ・ゼータが学徒兵のニコライ、パトリック両名に対し「宇宙戦国時代に生き抜く軍人は急な任務にも対応出来るように慣れて、自分達の国造りをしなければならない」と語っている。
『Vガンダム』を監督した富野由悠季によると、制作当時の世界情勢で繰り広げられた民族紛争に近い状態であるとしながらも、時代背景を詳細に描くと、「宗教に対する偏見やタブーに触れる」「ロボットアニメでなくなる」等の各種懸念から、制作時は、ある種の自己規制として具体的な描写を避けるに至ったという。その上で、この時代の様々な宗教をしっかり描けるなら、多民族の雰囲気や紛争のディティール等が、桁違いの現実感を持って描写できると断言している。

### 自治権要求運動の再燃
宇宙世紀0123-0128年のコスモ・バビロニア建国戦争（クロスボーン・バンガードの決起）は、宇宙移民にいくつかの認識をもたらした。ひとつは、スペースコロニーは地球の資源、支援なくそれだけで生存できるという誤解である。そしてもうひとつは、大きな軍事力を有さずとも、連邦政府からの独立が可能であるという誤謬である。そのため、ロナ家の行動には、実際にはおよそ80年におよぶ準備期間があった（「初代」であるシャルンホルスト・ロナは、10代の頃からジャンク屋で身を立てていた）ことなど顧みず、その現象面だけに追従しようとする風潮が生まれる。これは元々、宇宙移民者は常に連邦政府や他のサイドの人民に搾取され続けていると感じていたという素地があったことも影響している。
対して、地球連邦政府のクロスボーン・バンガードへの対応は、各コロニーに連邦軍による軍事的庇護への不安を増大させるものであり、以後も連邦政府は無為無策を続け、自治権要求運動の再燃を招いたのであった。

### 宇宙戦国時代の到来
宇宙世紀0140年、この時期はコロニー単位での経済格差、住民の意識の隔たりが非常に大きくなっており、コロニー間の対立も激しくなっていた。そして連邦政府が各コロニー政庁に自衛権を認めたことで、スペースノイドの意識はサイド国家主義がコロニー主義（コロニー単位の国家主義）へと変化していき、さしたる時間を必要とせず自衛権の拡大解釈が一コロニーに独立国家並みの自衛権を行使させるようになったのである。コロニー側がここまでしてもなお、連邦政府は黙認を続ける。
なお、『機動戦士Vガンダム』より未来の宇宙世紀を描いたCG・実写ドラマ『G-SAVIOUR』では、宇宙戦国時代には触れていないものの、小説版の年表によれば「0143年コロニー主義の台頭。自治権の確立運動再燃」。とあり、0218年「地球連邦分裂」まで宇宙戦国時代のような様相は続いたようである。

## ザンスカール帝国の躍進
地球連邦政府の意向を無視する形で軍事的行動を推し進めたザンスカール帝国の力は止まることを知らず、数十隻に及ぶ艦隊、最新型のモビルスーツの開発、衛星基地カイラスギリーの建設、新設したモトラッド艦隊、そして最終的な作戦として巨大サイコミュ要塞エンジェル・ハイロゥの建設にまで至った。これに対するリガ・ミリティアの抵抗は日に日に増していった。リガ・ミリティアの抵抗はザンスカールにとっては厄介なものであったが、それ以上に恐れたのは、衰えたとはいえなお強大な地球連邦軍の本格的な軍事行動である。物量では絶対的に地球連邦軍に劣るため、ザンスカール帝国は政治的手段で地球連邦を押さえ込もうと試みた。その結果、この戦争では地球連邦軍はバグレ隊・ロンドンデリー基地などごく一部の部隊がリガ・ミリティアと共闘したのみであった。ただし、戦争末期には連邦軍の最大戦力であるムバラク艦隊が参戦している。

## 地球浄化作戦
地球クリーン作戦、ローラー作戦などとも呼ばれる。劇中における統一語は「地球クリーン作戦」。建前上、女王マリアの地球降臨前に地球を浄化する、とされているが、実態はタイヤ付き兵器によって編成されたモトラッド艦隊が地球上の建造物を踏み潰し、住人を虐殺するというものであった。タイヤ付き兵器の発案はバイク乗りのドゥカー・イク、モトラッド艦隊司令はクロノクル・アシャー、参謀はアルベオ・ピピニーデンであった。
リガ・ミリティアは進路変更させるためにMS一体を核爆発させる、ダムを破壊して水攻めを行うなど行ったが、戦艦やMSの破壊による核汚染の懸念からどうしても戦艦を撃沈することができず、またシャクティ・カリンやミューラ・ミゲル等のリガ・ミリティア関係者が人質に取られ、リガ・ミリティアや地球連邦軍の作戦は後手に回ることが多かった。
宇宙世紀0153年5月28日に連邦政府とザンスカール帝国の間に停戦協定が結ばれ、リガ・ミリティアとザンスカール両軍の争いは中断される事となった。これはザンスカール帝国にとっては時間稼ぎであり、連邦政府は自分達が動きたくないがための裏工作であると言われた。人質となったミューラが死亡するなど、リガ・ミリティアの払った犠牲は大きかった。作戦は中止されたがモトラッド艦隊は解散せず、最終決戦ではエンジェル・ハイロゥの護衛を行なっている。

## エンジェル・ハイロゥ作戦
巨大サイコミュ要塞エンジェル・ハイロゥによって増幅した精神波を地球規模で地球の居住者へ向けて照射し、人類の闘争意欲を消失させることで戦乱を鎮めるのがザンスカールの作戦目的である。広範囲の生物を死に至るまで眠らせ続ける事も可能で、カガチの真の目的はそれによる地球人類の殲滅にあったという説も有力である。その場合、その事実は照射源である女王マリア（とその娘シャクティ）には伏せられていた。また、先の地球浄化作戦はこの作戦の陽動という側面があった。
宇宙世紀0153年6月、その効果を最大限に発揮するため、ザンスカールはエンジェル・ハイロゥを地球上空に降下させながら、その周囲に主力艦隊を展開して守備に当たった。これに対し、リガ・ミリティアと連邦軍ムバラク艦隊の連合艦隊は現有戦力で突破できると判断して包囲し、攻勢に出た。一方、ザンスカール側はこの期に及んで指導者層の私怨や野心が表面化して足並みが乱れ、統一した作戦行動が取れぬまま連合艦隊と各艦隊が個別に戦闘する形となった。
連合艦隊は、まずタシロに捨て駒とされて最前線を守備していたアルベオ・ピピニーデン麾下のラステオ艦隊と交戦、ウッソとの諍いの末に機体を損傷したルペ・シノが上官のピピニーデンを道連れにする形で戦死したことに乗じてこれを破る。その攻防戦の最中、戦力を温存していたタシロ・ヴァゴはギロチンにかけられたカガチへの恨みを忘れないでいた。実は助けるつもりだったというカガチの説得には耳を貸さず、血迷ったタシロは自ら拳銃を抜き、女王マリアを拉致する。だが、タシロの切り札ファラ・グリフォンは宿敵ウッソと対峙し、敗死してしまう。祈りを通じて、感受性の高いガンダムチームの子供達に真の敵は自分の近くにいることを伝えるマリア。その事を感知したタシロはマリアを問い詰め、恫喝し最後には反抗したマリアを射殺した。その事がウッソの逆鱗に触れ、直後にタシロも討たれることとなった。そしてタシロの旗艦シュバッテンを撃破した連合艦隊は勢いに乗じてタシロ艦隊を全滅させるが、エンジェル・ハイロゥの地球降下などによって戦闘は一時中断された。
大気圏内での戦闘再開後、連合艦隊は更にリーンホースJrの特攻によりクロノクル・アシャー指揮下のモトラッド艦隊をも全滅させた。また、クロノクルも艦隊指揮を放棄して自ら出撃、そしてカテジナ・ルースが見守る中、再三の因縁があるウッソとの一騎討ちに臨んで敗死している。なお、リガ・ミリティアの指導者ハンゲルグ・エヴィンはリーンホースJrの特攻直前に失踪して消息不明となり、ムバラク提督もクロノクルによって旗艦ジャンヌ・ダルクの艦橋ごと撃破されて戦死している。
最後に残ったムッターマ・ズガン配下のズガン艦隊の戦力は大きかったが、肝心のズガンが旗艦ダルマシアンごと半壊したジャンヌ・ダルクの特攻を受け、両艦は共に轟沈。その誘爆はズガン艦隊の大半を巻き込み、またダルマシアンから脱出したカガチも、錯乱しマリアの反抗をなじりながら戦火の混乱の中で死亡した。
これによって両陣営は指導者や司令官をことごとく失い、戦闘はただの殺し合いと化して無意味な人死にだけが増えていった。その混乱と修羅場のさなか、ウッソはかつての憧れの人であり、そして今は最強最悪の最後の敵となったカテジナと対峙し、これを打ち破った。一方、マリアに代わって平和を祈るシャクティの力を増幅したエンジェル・ハイロゥは、当初予定されていた性能を超えた超常的な力を発揮、エンジェル・ハイロゥのパーツが分離（一部は再結合）し、勢力の区別なく大部分のMSと艦艇を空の彼方へと連れ去り、戦闘は終結、作戦は失敗に終わった。なお、シャクティ自身は地上の仲間たちの元へ送り返され、共にカサレリアに帰郷している。
物語はそのシャクテイとウッソと仲間たちがカサレリアで暮らしているシーン（そして視力と恋人と帰るべき場所を失ったカテジナが焼け野原となっている故郷へ帰郷するシーン）で終わり、ザンスカール戦争の結末、サイド2のアメリアのザンスカール帝国の末路は作中では描かれていない。

## その後の地球圏
ザンスカール戦争終結後の情勢は『Vガンダム』TVアニメ本編では描かれておらず、作品のPVや書籍による年表でも、宇宙世紀0153年を境に時代がリギルド・センチュリーへと大きく進むため、明らかではないが、地球連邦とザンスカール帝国の間で停戦協定が結ばれたとされる。また小説版『機動戦士Vガンダム』では、三ヶ月する頃には情勢が落ち着いた旨を、ウッソがカサレリアで確認している。同じくカサレリアに戻ったシャクティも、「これならマーベットさんも赤ちゃんを育てられているだろう」と、明るさを取り戻しつつある。
TVアニメ以外では、その後の宇宙世紀を舞台とした作品に小説とラジオドラマで展開された『ガイア・ギア』、テレビ特番とゲームと小説で展開された『G-SAVIOUR』がある。『ガイア・ギア』については『Vガンダム』以前の制作であるために直接繋がる描写は無いものの、作品の舞台である宇宙世紀0203年の時点では地球連邦は健在。『G-SAVIOUR』では、権威回復を目指した地球連邦が強硬策を採った事でコロニー等宇宙諸勢力との紛争が勃発し、連邦の政治的敗北によって宇宙世紀0218年に瓦解した（実質的解体は宇宙世紀0222年）。その後、作中の時代である宇宙世紀0223年時点では、地球圏は地球とコロニーの多数派によるセツルメント国家議会と、月面都市とコロニー少数派によるセツルメント自由同盟の二大陣営へと再編されている。

### 長谷川祐一作品での“その後”
これらの作品とは別に、『Vガンダム』と同時期の別路線での戦局を扱った長谷川祐一の漫画『機動戦士クロスボーン・ガンダム ゴースト』の最終話、及びその続編漫画であり、『ゴースト』主人公のフォント・ボー達が宇宙世紀0153年からコールドスリープで15年間眠り続けた事により辿り着いた宇宙世紀0168年が舞台の『機動戦士クロスボーン・ガンダム DUST』では、その顛末が登場人物の口から少々説明される。連邦自体は存在するが勢力圏は地球近傍までに減少しコロニーの防衛すら放棄するなどコロニー統治を興味を失う形で放棄、結果的に各コロニー圏の自治権が増して独立した国家として機能するようになった。そして各コロニー圏同士が独自の軍事力を持ち、権益を巡る紛争も発生しており宇宙戦国時代という状態となっている。
ザンスカール帝国そのものは宇宙世紀0168年の時点では既に存在しない事が語られており、分解したエンジェル・ハイロゥの残骸がスペースデブリとして大気圏上を漂い問題となっているなど、上記『G-SAVIOUR』の時代よりも多大な影響が残されている。また、同作者の漫画『機動戦士Vガンダム外伝』において、宇宙世紀0600年代に、恒星間航行船「ダンディ・ライオン」がプロキシマ・ケンタウリへの植民を達成したとなっている。